# ジム・カーティン
ジム・カーティン（Jim Curtin、1979年6月23日 - ）は、アメリカ合衆国の元サッカー選手、サッカー指導者。2014年から2024年まで11年間にわたりMLS・フィラデルフィア・ユニオンの監督を務めた。

## 選手経歴

### 大学まで
ペンシルベニア州で生まれ育ち、高校卒業後はビラノバ大学に進んだ。大学サッカーで頭角を現し、1年次にビッグ・イースト・カンファレンスの新人賞を受賞し、同連盟の3年次、4年次の選抜メンバーに名を連ねた。

### クラブ経歴

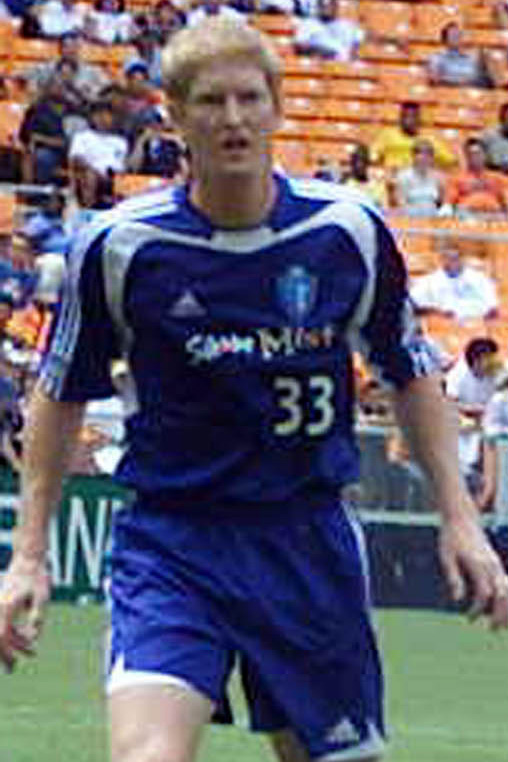
2004年MLSオールスター戦

#### シカゴ・ファイアー
大学を卒業すると、MLSのシカゴ・ファイアーからドラフト指名を受けた。MLSスーパードラフトの3巡目で指名されるまでのカーティンは、プロとして十分な能力がある素材と思われておらず、またビラノバの無名な選手とも思われていた。
2001年シーズンの第2節、ホームスタジアムであるソルジャー・フィールドでのD.C. ユナイテッドとの試合がデビュー戦となった。シーズン途中でUSL・Aリーグのミルウォーキー・ランペイジのプレーオフのためにレンタル移籍をした。ルーキーイヤーは12試合出場、1194分の出場だった。
2年目のシーズンは、22試合の出場。3年目の2003年には全試合での出場、カルロス・ボカネグラとともに守備を支えた。ファイアー在籍の期間中、200試合以上の出場をし、2003年と2006年のUSオープンカップ制覇に貢献した。また、2004年のMLSオールスターゲームに選出された。

#### チーヴァス・USA
2008年2月、スーパードラフトでチーヴァス・USAにトレードとなった。2シーズンを同チームで過ごした後の2010年1月、戦力外となった。

## 指導者経歴

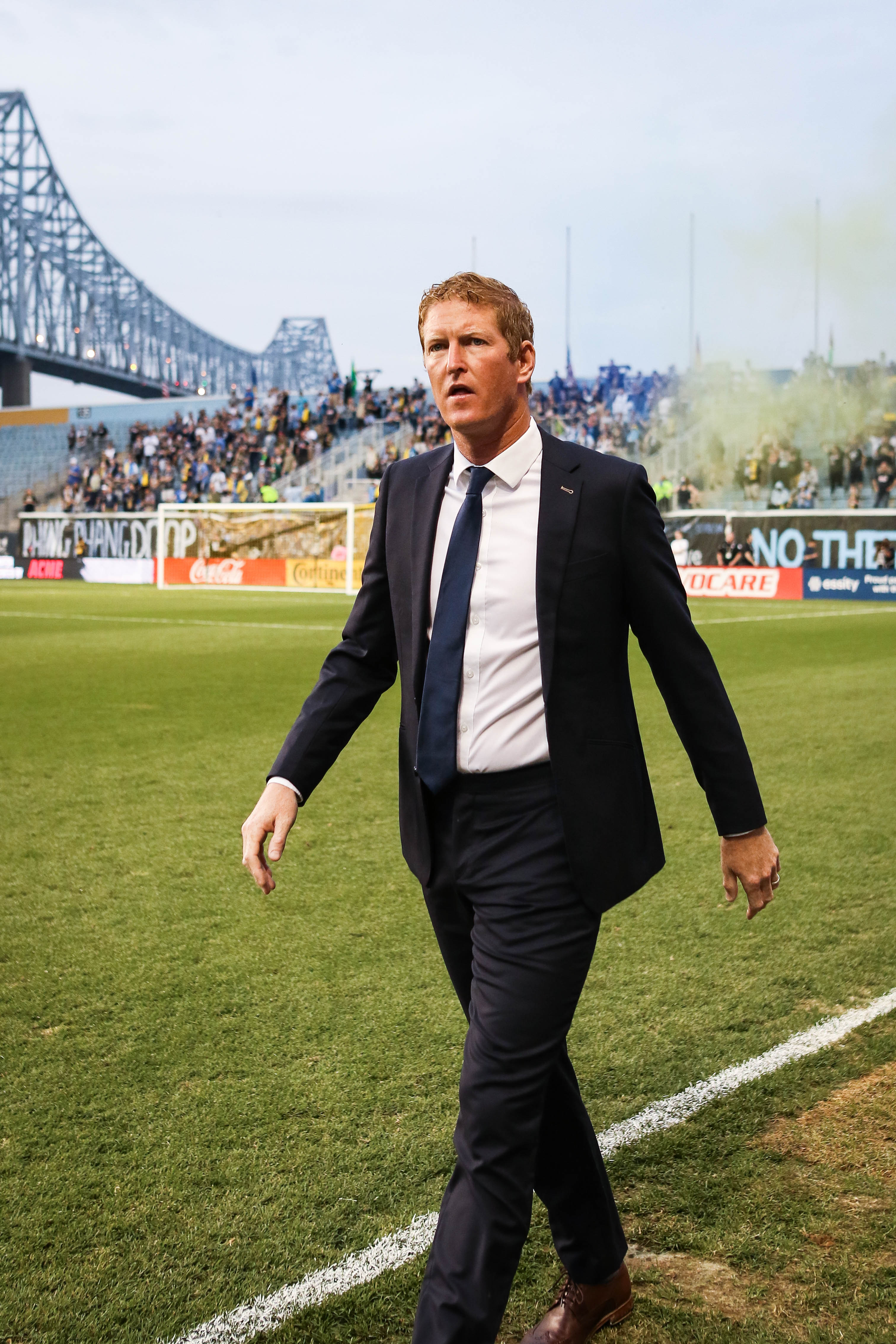
2019年、フィラデルフィア・ユニオン監督時代

### フィラデルフィア・ユニオン
チーヴァスを退団した後、フィラデルフィアへと戻り、新設されたフィラデルフィア・ユニオンのアカデミーコーチに2010年6月に就任した。2012年11月には、ジョン・ハックワース率いるトップチームのアシスタントコーチとなった。
2014年、シーズン途中で、成績が振るわなかった監督のハックワースが解任となり、次期監督が決まるまでの暫定として、チームを指揮した。クラブはカーティンのもと、方向転換を図り、残りの16試合を5敗しか喫することなく、また、USオープンカップではシアトル・サウンダーズに敗れたものの、延長戦の末の準優勝という好結果を得た。これらの好成績により、同年11月にクラブより正式に監督就任の発表がされた。
翌2015年のシーズンは、リーグ戦こそ芳しくない結果ではあったが、前年に続いてのUSオープンカップ準優勝に終わった。ホーム開催でのスポルティング・カンザスシティ戦が決勝戦であったが、PK戦での敗戦となった。
このシーズンの終盤に、クラブはアーニー・スチュワートをスポーツディレクターとして迎え入れ、チームの立て直しに取り組み始めた。翌2016年シーズンは、2011年以来の決勝プレーオフへの進出で、形となって表れた。
クラブは、このシーズンの成功を受けて望みを託したが、2017年はプレーオフ進出を逃した。しかし、クラブ側より、カーティンが翌年も同様にチームを率いることを発表した。
2019年は、イースタン・カンファレンスで一時首位に立つなど、クラブの最高順位を残した。この結果により、さらに2年契約にサインし、2021年までの監督契約となっている。
2024年11月7日、長く務めたフィラデルフィア・ユニオン監督を退任したことが発表された。

## 監督成績
2019年7月21日現在
| フィラデルフィア・ユニオン | 2014年 | 現在 | 196 | 80 | 40 | 76 | 040.82 |
| 合計                       | 合計   | 合計 | 196 | 80 | 40 | 76 | 040.82 |

## 獲得タイトル

### 選手として

#### シカゴ・ファイアー
- MLSサポーターズ・シールド(1回): 2003
- USオープンカップ(2回): 2003, 2006

### 監督として

#### フィラデルフィア・ユニオン
- MLSサポーターズ・シールド(1回): 2020
- USオープンカップ準優勝 (3回): 2014, 2015, 2018